# Produit eulérien
Ne doit pas être confondu avec produit de Weierstrass.
En mathématiques, et plus précisément en théorie analytique des nombres, un produit eulérien est un développement en produit infini, indexé par les nombres premiers.
Il permet de mesurer la répartition des nombres premiers et est intimement lié à la fonction zêta de Riemann.
Il est nommé en l'honneur du mathématicien suisse Leonhard Euler.

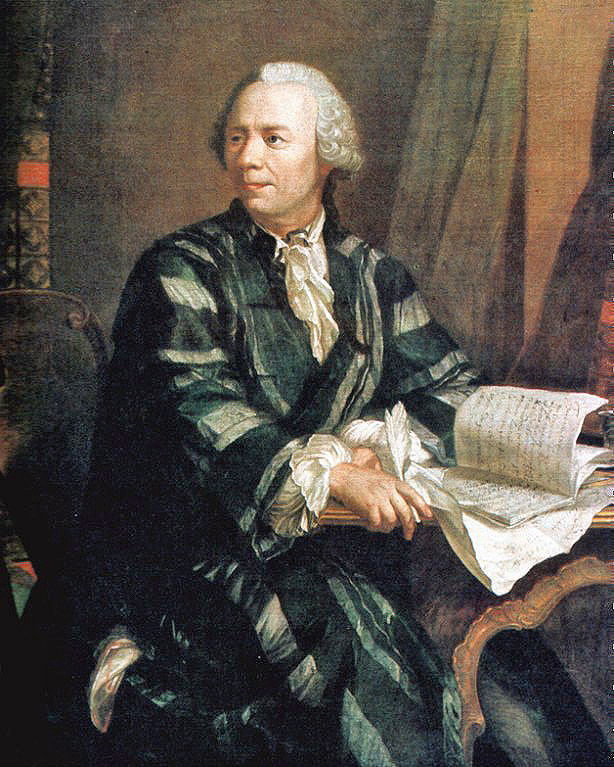
Leonhard Euler.

## Travaux d'Euler

### Calcul d'Euler
Euler cherche à évaluer la répartition des nombres premiers p1 = 2, p2 = 3, …. Pour cela, il définit la fonction zêta, pour tout réel s > 1 :
et il établit la formule suivante :
Sa définition et sa formule sont en fait valides sur tout le demi-plan des nombres complexes de partie réelle strictement supérieure à 1.
Euler parvient par ailleurs à résoudre le problème de Mengoli, qui consiste à déterminer la valeur de {\displaystyle \sum _{n=1}^{\infty }{\frac {1}{n^{2}}}}. Il annonce sa résolution en 1735 (ζ(2) = π2/6) et la publie en 1743.
Compte tenu de l'expression ci-dessus de ζ sous forme d'un produit infini, il obtient donc :

### Série des inverses des nombres premiers
Euler détermine une première loi sur la fréquence des nombres premiers, en démontrant (voir l'article détaillé) la divergence de la série des inverses des nombres premiers :
et énonce même qu'elle est « comme le logarithme de la série harmonique » et qu'« il y a infiniment plus de nombres premiers que de carrés dans la suite de tous les nombres ».
Le théorème des nombres premiers précisera un équivalent : pn ~ n ln n.

## Autres produits eulériens

### Caractère de Dirichlet
Dirichlet souhaite démontrer que les nombres premiers dans une classe m de Z/nZ sont en nombre infini, si m et n sont premiers entre eux. Il utilise les caractères portant maintenant son nom et, au cours d'un calcul explicité dans le paragraphe Produit eulérien de l'article sur ces caractères, aboutit au produit suivant :
Ici χ désigne un caractère de Dirichlet, l'ensemble des caractères est noté {\displaystyle \scriptstyle {\widehat {U}}} et s représente un nombre réel strictement supérieur à un. Dirichlet établit alors une famille de produits eulériens :
En effet, la fonction χ étant complètement multiplicative, le calcul d'Euler s'applique de la même manière.
- La fonction L(s, χ) est appelée série L de Dirichlet du caractère χ.

La convergence est absolue si s est un nombre complexe avec une partie réelle > 1. Par  prolongement analytique, cette fonction peut être étendue à une  fonction méromorphe sur le plan complexe entier.
Les séries L de Dirichlet sont les généralisations directes de la fonction zêta de Riemann et apparaissent comme prééminentes dans l'hypothèse de Riemann généralisée.

### Généralisation
En général, une série de Dirichlet de la forme
{\displaystyle \sum _{n}a(n)n^{-s}\,}
où {\displaystyle a(n)\,} est une fonction multiplicative de n peut être écrite sous la forme
{\displaystyle \prod _{p}P(p,s)\,}
où {\displaystyle P(p,s)\,} est la somme
{\displaystyle 1+a(p)p^{-s}+a(p^{2})p^{-2s}+\ldots } .
En fait, si nous considérons cela comme des fonctions génératrices formelles, l'existence d'un tel développement formel en produit eulérien est une condition suffisante et nécessaire pour que {\displaystyle a(n)} soit multiplicative : cela dit exactement que {\displaystyle a(n)} est le produit des {\displaystyle a(p^{k})}, où les pk sont les facteurs primaires de n.
Dans la pratique, tous les cas importants sont tels que la série infinie et le développement en produit infini sont absolument convergents dans une certaine région Re(s) > C, c’est-à-dire dans un certain demi-plan droit des nombres complexes. Cela nous donne déjà quelques informations, puisque le produit infini, pour converger, doit donner une valeur différente de zéro ; donc la fonction donné par la série infinie n'est pas zéro dans un tel demi-plan.
Un cas particulier important est celui dans lequel P(p,s) est une série géométrique, car {\displaystyle a(n)} est complètement multiplicative. Alors, nous aurons
{\displaystyle P(p,s)={\frac {1}{1-a(p)p^{-s}}},}
comme c'est le cas pour la fonction zêta de Riemann (avec {\displaystyle a(n)=1}), et plus généralement pour les caractères de Dirichlet. Dans la théorie des formes modulaires il est typique d'avoir des produits eulériens avec en dénominateur des polynômes quadratiques. Le programme de Langlands général inclut une explication comparative de la connexion de polynômes de degré m, et de la théorie des représentations pour GLm.